# Preternatural
Preternatural — латвийская рок-группа из Риги, основанная в 1999 году. Жанр можно определить как мелодичный дэт-метал с элементами блэк-метала.

## История
Preternatural основана в 1999 году гитаристами Сергеем Байдиковым и Владимиром Коробовым. Группа все время пыталась совместить мелодичный дэт-метал и блэк-метал. Несмотря на молодость музыкантов, группа уже сыграла множество концертов в Прибалтике вместе с такими группами как Cannibal Corpse, Vader, Impaled Nazarene, Behemoth, Vital Remains, Parricide, Nile, Soilwork, записала три демозаписи, два студийных альбома и один мини-альбом. 3 сентября 2010 года выступила на Global East Rock Festival 2010.
В 2014 вышел альбомом Angeloid.

## Состав группы

### Нынешний состав
- Сергей «Serg» Байдиков — вокал, гитара;
- Владимир «Volod» Коробов — гитара;
- Денис «Den» Денисенко — бас-гитара;
- Евгений «Euge» Швыдко — клавишные и семплы;
- Евгений «Gin» Дремлюга — ударные.

### Бывшие участники группы
- Евгений В. Карлис — бас-гитара (Flaying).

## Дискография

### Демозаписи
- Presence (1999)
- Life Text (2002)
- Chaoticon (2004)

### Мини-альбомы
- Cryophobia (2010)

### Студийные альбомы
- Statical (2008)
- Angeloid (2014)

### Видеоклипы
- «Cryophobia»[4] (2010)